# Fires de Santa Úrsula de Valls

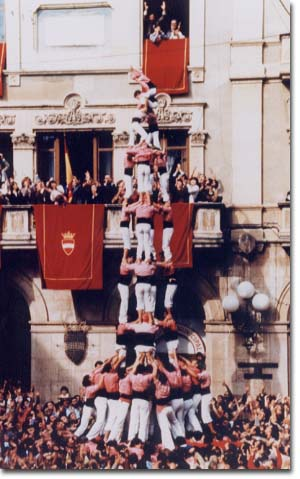
Primer 4 de 9 amb folre descarregat del, a la diada de Santa Úrsula de 1981.

La Fira de Santa Úrsula de Valls és una de les celebracions del calendari festiu anual de la ciutat. Dedicada a la copatrona de Valls, Santa Úrsula, incorpora una celebració castellera d'origen religiós. Un dels actes centrals de la Fira de Santa Úrsula és la Diada Castellera, que des de l'any 2011 ve acompanyada del Fòrum Casteller el dissabte previ.
A més, però, la Fira compta amb altres activitats tradicionals, com la Trobada de Bestiari Infantil i Escolar (des de l'any 2001), la sortida de Vígila dels Gegants de la ciutat, el Correbous, el Correfoc, l'Ofici en honor de Santa Úrsula, les balladetes dels gegants i la Mulassa i l'acte geganter Les Corts.

## Devoció a Santa Úrsula
El 14 d'octubre de 1658 va ser el dia que el plenari de l'Ajuntament de Valls va decidir declarar Santa Úrsula com a copatrona de la ciutat de Valls i se li va fer un vot de poble. Això fa pensar que antigament ja hi havia una devoció envers la Santa.
Les festes van agafar més importància a partir d'aquesta data i ja trobem a partir de mitjan 1800 les primeres referències als Xiquets de Valls, molt lligats sempre a aquestes celebracions.
Un dels esdeveniments importants que van tenir lloc al voltant de la fira de Santa Úrsula va ser la inauguració del campanar de Sant Joan, per les fires de l'any 1897.

## La seqüència ritual de la Fira de Santa Úrsula
Actualment la Fira de Santa Úrsula s'estructura fonamentalment al voltant de tres dies. Qui ho marca tot és diumenge, que ha de ser 21 o el diumenge posterior. A partir d'aquí els dos dies previs compten amb els actes més rituals de la Fira, malgrat que l'activitat festiva comença dies abans.

### El divendres de Fira
L'any 2001, en el marc de les Festes Decennals de la Mare de Déu de la Candela, es va crear la Mostra de Bestiari Escolar i Infantil. Aquesta primera Mostra va tenir continuïtat els anys següents dins la Fira de Santa Úrsula, i s'ha mantingut fins a l'actualitat. Tot i que durant els primers anys se celebrava el dissabte de Fira a la tarda, des de l'any 2016 té dos reccorreguts i des de l'any 2017 se celebra el divendres a la tarda, quan els més petits surten de l'escola.
En aquesta mostra hi participen: les dues mulassetes i l'oreneta, de l'Escola Enxaneta; la cuca, la mulassa, i la cuca petita de l'Escola Baltasar Segú; el gallipeix i la cuca, del Col·legi Cor Maria; el Candelo, el drac Tombairot i la cuca Paula, de l'Escola de la Candela; el pop i la cuca, del Col·legi Claret; el cavall, l'os i la cuca, de l'Escola Eugeni d'Ors; l'àliga, la cuca, el drac Puff i els 3 gegantons: Eladi, Candela i Úrsula, de l'Escola Eladi Homs; la cabra Peluda i la cuca Lledoneta, del Col·legi Lledó; el drac petit, el drac gran, la bruixa Úrsula, l'Arlequí i Carme la Bombera de la Colla Gegantera La Pessigolla; drac, os i mulassa petits, de la Unió Anelles de la Flama; bou petit de l'Associació el Bou i l'àliga petita. La cercavila comença a 2/4 de 6 de la tarda i acaba, una hora més tarda, amb la ballada conjunta de tots els elements a la zona del Vilar.

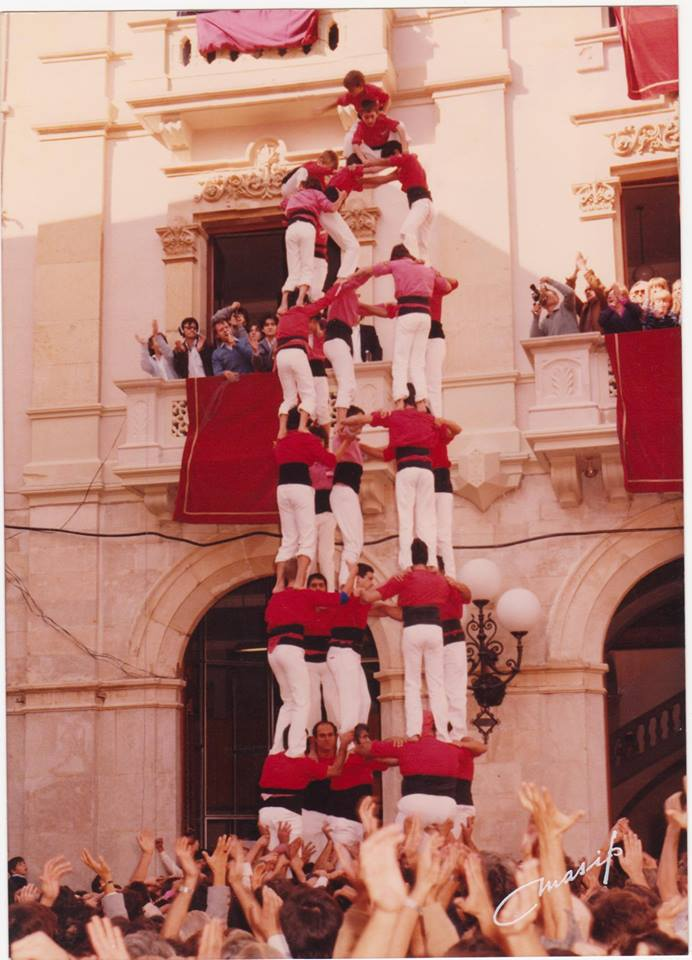
Imatge del primer 5 de 8 descarregat del. Colla Joves Xiquets de Valls. Santa Úrsula de l'any 1981.

Divendres també és el dia que s'obre la FiraCastells al Pati. Artesania, marxandatge, entitats, jocs educatius, llibres i mitjans de comunicació ocupen més d'una vintena d'estands de productes relacionats amb l'univers casteller i el patrimoni immaterial. Un maremàgnum d'aficionats, castellers, periodistes, institucions i empreses, així com un nombrós públic familiar àvid de tastar les activitats d'alçada, creativitat i joc preparades per als més petits, i trobar llibres, audiovisuals, revistes o objectes per la col·lecció castellera. Els estands obren divendres a partir de quarts de sis, i estaran presents al Pati durant dissabte i diumenge.
A la nit, els patis d'assaigs de les dues colles dels Xiquets de Valls s'omplen en el darrer assaig previ a la gran diada castellera de Santa Úrsula. És un dels moments més intensos de l'any casteller i associatiu a Valls i en el conjunt del país. Les seus socials del patrimoni immaterial vallenc i universal s'omplen a vessar de castellers, aficionats i curiosos, que assisteixen a la prèvia del diumenge.

### El dissabte de Fira
Durant el matí se celebra el Simposi Casteller, un conjunt de xerrades i debats al voltant del fet casteller. El Simposi es tanca al migdia amb un debat entre els dos caps de colla dels Xiquets de Valls, en la prèvia de la diada de diumenge.
A les 12 del migdia el tritlleig de campanes i l'aviada de morterets per part de les Úrsules de la ciutatanuncia la festivitat de l'endemà, mentre que des de l'any 2016 els gegants de Valls realitzen el seu Tomb de la Vigília.
Tot i que durant uns anys se celebrava el dissabte anterior a la Fira, l'any 2016 el Correbous s'incorpora a la festivitat. Es tracta d'un correbous amb imatgeria festiva, en què sempre hi ha la presència del Bou de Valls i el Bou Tradicional de Valls, juntament amb altres bous convidats. La cercavila comença pels volts de les sis de la tarda des de la plaça de la Zeta i acaba a la plaça de l'Oli.
El correfoc de Santa Úrsula, que amb inici a final a la plaça del Blat omple els carrers del centre històric d'espurnes, és un dels altres actes clàssics de la Fira. El correfoc acaba amb el ball parlat dels diables. Mentre que tradicionalment aquest ball parlat era fonamentalment uns versots, l'any 2018 l'escenificació torna als orígens del contingut del ball, amb la temptació dels diables i la Diablessa a l'àngel, que davalla a l'infern i que es converteix en el personatge de Llucifer. Els arcàngels Sant Miquel i Sant Gabriel, per la seva banda, són els encarregats de protagonitzar la lluita amb el personatge, enmig d'un espectacle pirotècnic que dona espectacularitat a l'escena, amb la combinació de sonoritat i lluminositat. La representació culmina amb el triomf del bé per sobre del mal i la conseqüent derrota dels diables per part dels àngels, que aconsegueixen reduir les forces malignes i fer-les entrar dins l'Ajuntament.

### El diumenge de Fira
Les matinades dels grups de grallers dels Xiquets de Valls desperten la ciutat en la jornada castellera per excel·lència de la ciutat. A les vuit del matí es posen en marxa els dos grups de grallers, que passaran, entre d'altres, per la plaça del Blat i el monument als Xiquets de Valls. Durant les matinades es fa la recepció de les colles a l'Ajuntament i des del 2022, els grups de grallers pugen al campanar de Sant Joan a oferir el Toc de Matinades des del campanar més alt de Catalunya.
Des de l'any 1979 la Fira també compta amb una cursa popular, que en els darrers anys opta per canviar el recorregut i apropar-se a diversos barris de la ciutat. La cursa es realitza pels volts de les 10 del matí.
A ¾ d'11, els gegants de la ciutat, la corporació municipals i els ministrers Bufalodre van a l'Ofici de Santa Úrsula. A les 11 comença l'Ofici, amb l'exposició del magnífic reliquiari gòtic i amb la participació d'una de les corals vallenques en els cants i en els goigs, creats el 1907 per Antoni Tomàs, a partir del text del segle xix, actualitzat per Joan Roig. A ¾ de 12 les colles surten dels seus locals per anar cap a la plaça del Blat, on quan faltin pocs minuts per les 12 hi es fan les balladetes els gegants i la Mulassa. Acabades les balladetes entren a plaça les colles, s'interpreten els Segadors i comença la diada castellera. Tradicionalment començaven a la una del migdia, tot i que l'any 2018 es va avançar fins a 2/4 d'una i l'any 2019 fins a 1/4 d'una. Fa gairebé quatre mesos la rivalitat tornava al km0 casteller. Avui ja som en el cinquè duel en pròpia plaça. Els que n'entenen diuen què és el definitiu de l'any. Emocions a flor de pell. Les colles aixequen castells i pilars al so de les gralles i timbals, en tres rondes i una quarta de pilars. Cada colla completa el seu torn en la ronda abans de donar pas a l'altra agrupació. Es clou amb els espadats de cinc al balcó.
La tarda del diumenge de fira l'activitat bull als locals dels Xiquets de Valls. És moment de celebrar els èxits o de passar els fracassos, valorar la diada, i començar a preparar la temporada següent. A més, diumenge de Fira a la tarda, des de l'any 2019 se celebra l'acte geganter "Les Corts". Aquest acte, organitzat per la Colla Pessigolla, compta amb uns gegants històrics de Catalunya, i amb uns gegants de fora de Calunya. L'acte central es realitza a quarts de vuit del vespre a la porta de l'església de Sant Joan, davant el reliquiari de Santa Úrsula.

## Diada de Santa Úrsula
La Diada de Santa Úrsula és una diada castellera que se celebra a la plaça del Blat de Valls per Santa Úrsula, el 21 d'octubre o el diumenge següent, i on participen les dues colles històriques i rivals de Valls, la Colla Vella dels Xiquets de Valls i la Colla Joves Xiquets de Valls. És un dels moments culminants de la temporada castellera. Santa Úrsula, diada clàssica, gairebé mítica dins la tradició, acull el moment de màxima expressió de la rivalitat entre els Xiquets de Valls.
El fet que aquesta diada mantingui un ambient excepcional amb la bipolaritat de les dues colles vallenques en el marc singular de la plaça del Blat, la seva definició com les "fires" de la ciutat, i el seu bagatge històric en són els trets definidors. Santa Úrsula va viure el cinc de nou de la primera època d'or des Castells l'any 1883, i ha suposat l'entrada en la segona etapa àuria amb la inesborrable diada del 1981 en què es recuperava la gamma de nou pisos i es descarregava el primer cinc de vuit del segle xx. Així mateix és una de les jornades de gamma extra del calendari i l'única d'aquestes que es manté en la seva fisonomia urbana original de quan van néixer els castells en el tombant del segle xviii al XIX.

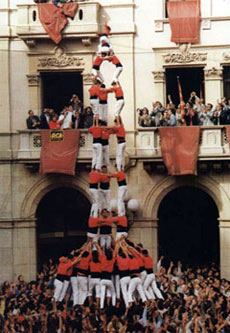
Primer 3 de 9 amb folre descarregat del, a la diada de Santa Úrsula de 1986.

### Història
Del segle xix hi ha una referència del 1883 en la qual es parla del primer 5 de 9 amb folre de la història descarregat per la Vella. Al segle xx, la diada del 1981 va marcar el principi de la que es considera "segona època d'or" dels castells. En aquesta "Actuació del Segle", mentre la Colla Vella bastia el primer castell de nou del segle xx, descarregant al primer intent el 4 de 9 amb folre, la Colla Joves completava un altre castell inèdit de la centúria, el primer 5 de 8 descarregat del segle xx. El 1986, la Joves feia la primera tripleta màgica del segle (3 de 9 amb folre, 4 de 9 amb folre carregat i 5 de 8), aconseguint també el primer 3 de 9 amb folre descarregat del segle xx. El 1987 la Colla Joves Xiquets de Valls va fer el primer intent de 2 de 8 sense folre del segle xx.
El 1994 la Colla Vella descarregava el primer 2 de 9 amb folre i manilles de la història, mateix resultat obtingut el 1996 amb el 5 de 9 amb folre. El 24 d'octubre de 1999, la Colla Joves glorificava encara més a la capital de l'Alt Camp amb el primer 4 de 9 sense folre carregat per una colla vallenca al segle xx. Finalment, a la diada del 2001, ambdues agrupacions carregaven el fabulós 4 de 9 sense folre (la Vella per primera vegada d'ençà del que havia assolit en les Festes de Santa Tecla de 1881 a Tarragona). L'any 2013, finalment, la Colla Joves descarregava per primera vegada a Valls en l'època moderna el 4 de 9 sense folre.
A la diada de 2015 la Colla Vella dels Xiquets de Valls va carregar el primer tres de deu amb folre i manilles assolit a Valls, mentre que la Colla Joves Xiquets de Valls va efectuar els seus dos primers intents d'aquest castell. L'any 2016, en una diada històrica, la Colla Vella va descarregar el 3 de 10 amb folre i manilles (el segon a la Plaça del Blat després del de Firagost), el seu primer 4 de 10 amb folre i manilles i el 4 de 9 sense folre en la que, fins al moment, és la millor diada de la història (sense comptar pilars) i l'única amb tres castells de la gamma superior descarregats.
A la diada de l'any 2019 les dues colles dels Xiquets de Valls van aconseguir carregar el 3 de 9 sense folre, un dels mites castellers que no s'havia assolit mai almenys al segle XX ni al segle XXI. En aquesta diada es va veure per partida doble, primer per part de la Colla Vella i després per part de la Colla Joves.
La diada celebrada l'any 2023 va suposar la millor actuació combinada mai vista durant les Fires de Santa Úrsula. Les dues colles dels Xiquets de Valls van obrir la diada en primera ronda descarregant el 4 de 9 sense folre. Després d'un intents fallits de castells de 10, les dues colles van acabar carregant el 2 de 8 sense folre. En última ronda la Colla Joves Xiquets de Valls va descarregar el 5 de 9 amb folre (fita que feia 7 anys que no assolia), mentre que Colla Vella dels Xiquets de Valls (després d'un segon intent fallit de 4 de 10 amb folre i manilles) descarregava el 4 de 9 amb folre i pilar. A la ronda de pilars les dues colles dels Xiquets de Valls descarregaren el pilar de 8 amb folre i manilles, essent el primer cop que la Colla Joves Xiquets de Valls ho assolia a la diada de Fires de Santa Úrsula. El resultat final de la diada suposà que, entre les dues colles, es carreguessin 8 castells de gamma superior dels quals 6 van poder descarregar-se, esdevenint el primer cop que s'assolia aquest registre en una diada de Fires de Santa Úrsula i a la Plaça del Blat.

### Diades

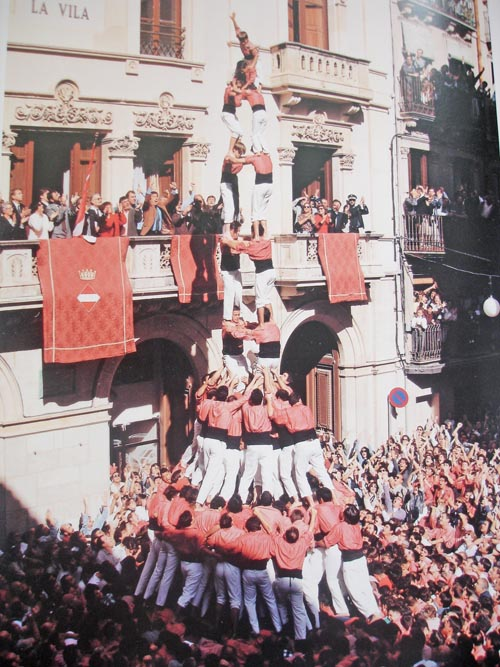
Primer 2d9fm descarregat de la història. Santa Úrsula de l'any 1994.

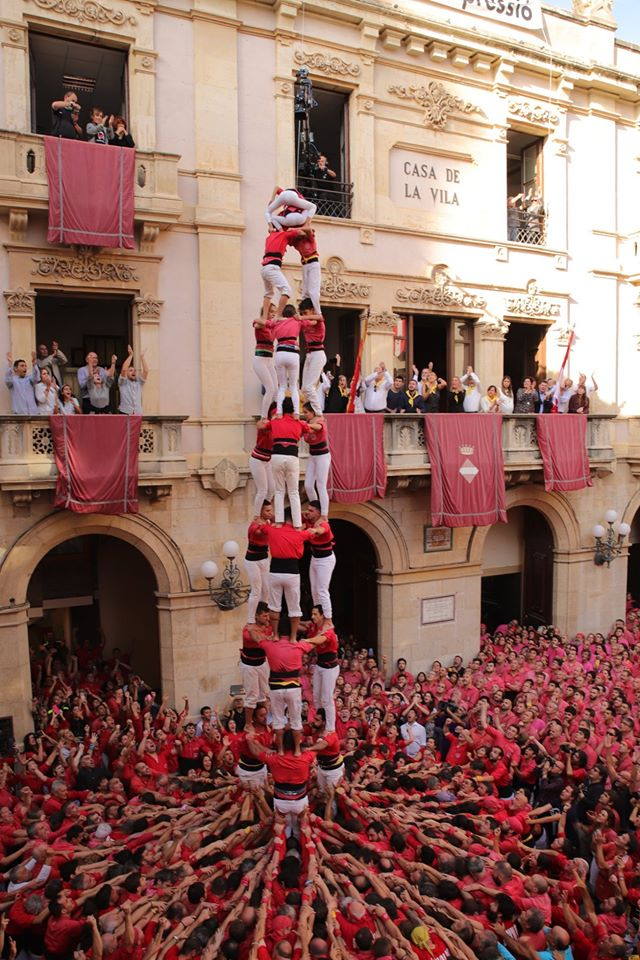
3 de 9 sense folre de la Colla Joves a la diada de Santa Úrsula de l'any 2019.

| Resultat              |
| --------------------- |
| Descarregat (D)       |
| Carregat (C)          |
| Intent (I)            |
| Intent desmuntat (ID) |

1999:
| Colla                        | 1a ronda   | rep. 1a ronda | 2a ronda  | rep. 2a ronda | 3a ronda | Ronda de pilars |
| ---------------------------- | ---------- | ------------- | --------- | ------------- | -------- | --------------- |
| Colla Vella Xiquets de Valls | 5d9f (i)   | 3d9f          | 4d9fp (i) | 4d9f          | 4d8p     | p8fm (c)        |
| Colla Joves Xiquets de Valls | 4d9sf (id) | 4d9sf (c)     | 3d9f      |               | 2d8f     |                 |

2000:
| Colla                        | 1a ronda   | 2a ronda | 3a ronda |
| ---------------------------- | ---------- | -------- | -------- |
| Colla Vella Xiquets de Valls | 3d10fm (i) | 5d9f (c) | 3d9f     |
| Colla Joves Xiquets de Valls | 4d9sf (c)  | 5d9f (c) |          |

2001:
| Colla                        | 1a ronda  | rep. 1a ronda | 2a ronda  | rep. 2a ronda | 3a ronda  | rep. 3a ronda |
| ---------------------------- | --------- | ------------- | --------- | ------------- | --------- | ------------- |
| Colla Vella Xiquets de Valls | 4d9sf (i) | 4d9fp (c)     | 4d9sf (c) |               | 2d8sf (i) | 2d8sf (id)    |
| Colla Joves Xiquets de Valls | 4d9sf (c) |               | 2d9fm (i) | 2d9fm (c)     | 2d8sf (i) | 3d9f (id)     |

2002:
| Colla                        | 1a ronda  | rep. 1a ronda | 2a ronda  | 3a ronda | Ronda de pilars |
| ---------------------------- | --------- | ------------- | --------- | -------- | --------------- |
| Colla Vella Xiquets de Valls | 4d9fp (i) | 4d9fp         | 4d9sf (c) | 3d9f     | pd8fm           |
| Colla Joves Xiquets de Valls | 4d9f      |               | 2d8f      | 3d9f     |                 |

2003:
[La Diada de Santa Úrsula va quedar suspesa]
2004:
| Colla                        | 1a ronda  | rep. 1a ronda | 2a ronda | 3a ronda  | rep. 3a ronda |
| ---------------------------- | --------- | ------------- | -------- | --------- | ------------- |
| Colla Vella Xiquets de Valls | 2d8sf (i) | 5d9f (i)      | 4d9f     | 3d9f (c)  |               |
| Colla Joves Xiquets de Valls | 2d8sf (c) |               | 4d9f     | 3d9sf (i) | 3d9f          |

2005:
| Colla                        | 1a ronda  | rep. 1a ronda | 2a ronda | rep. 2a ronda |
| ---------------------------- | --------- | ------------- | -------- | ------------- |
| Colla Vella Xiquets de Valls | 5d9f (i)  | 4d9f (c)      | 4d8p (i) | 2d8f          |
| Colla Joves Xiquets de Valls | 2d8sf (i) | 5d8           | 4d9f     |               |

2006:
| Colla                        | 1a ronda | 2a ronda   | rep. 2a ronda | 3a ronda  | rep. 3a ronda | Ronda de pilars |
| ---------------------------- | -------- | ---------- | ------------- | --------- | ------------- | --------------- |
| Colla Vella Xiquets de Valls | 3d9f     | 4d9fp (id) | 4d9fp (i)     | 2d8sf (i) | 4d8p, 5d8     | pd7f            |
| Colla Joves Xiquets de Valls | 5d9f (i) | 4d9f (id)  | 4d9f (c)      | 5d8       |               |                 |

2007:
| Colla                        | 1a ronda | 2a ronda | rep. 2a ronda | 3a ronda   | Ronda de pilars |
| ---------------------------- | -------- | -------- | ------------- | ---------- | --------------- |
| Colla Vella Xiquets de Valls | 3d9f     | 5d9f (i) | 4d9f (c)      | pd8fm (id) | pd8fm           |
| Colla Joves Xiquets de Valls | 3d9f     | 5d8      |               | 4d9f       |                 |

2008:
| Colla                        | 1a ronda  | 2a ronda  | 3a ronda  | rep. 3a ronda | Ronda de pilars |
| ---------------------------- | --------- | --------- | --------- | ------------- | --------------- |
| Colla Vella Xiquets de Valls | 2d9fm (c) | 3d9fp (i) | 4d8p (id) | 4d8p (id)     | pd8fm (c)       |
| Colla Joves Xiquets de Valls | 3d9f      | 5d9f      | 4d9f      |               | pd7f (i)        |

2009:
| Colla                        | 1a ronda | rep. 1a ronda | 2a ronda | 3a ronda  | rep. 3a ronda | Ronda de pilars |
| ---------------------------- | -------- | ------------- | -------- | --------- | ------------- | --------------- |
| Colla Vella Xiquets de Valls | 2d9fm    |               | 5d9f (c) | 3d9f      |               | pd8fm           |
| Colla Joves Xiquets de Valls | 5d9f (i) | 3d9f (c)      | 5d8      | 2d9fm (i) | 2d8f          |                 |

2010:
| Colla                        | 1a ronda | rep. 1a ronda | 2a ronda | 3a ronda |
| ---------------------------- | -------- | ------------- | -------- | -------- |
| Colla Vella Xiquets de Valls | 5d9f (i) | 3d9f (c)      | 2d8f     | 4d8      |
| Colla Joves Xiquets de Valls | 3d9f     |               | 5d9f (c) | 4d9f     |

2011:
| Colla                        | 1a ronda | 2a ronda | 3a ronda  | rep. 3a ronda | Ronda de pilars |
| ---------------------------- | -------- | -------- | --------- | ------------- | --------------- |
| Colla Vella Xiquets de Valls | 3d9f     | 5d9f     | 4d9sf (i) | 4d9f          | pd6             |
| Colla Joves Xiquets de Valls | 4d9f     | 3d9f (c) | 2d8f      |               |                 |

2012:
| Colla                        | 1a ronda | 2a ronda | 3a ronda  | Ronda de pilars |
| ---------------------------- | -------- | -------- | --------- | --------------- |
| Colla Vella Xiquets de Valls | 9d8      | 5d9f (c) | 3d9f      | pd6             |
| Colla Joves Xiquets de Valls | 5d9f     | 9d8      | 4d9sf (c) |                 |

2013:
| Colla                        | 1a ronda    | rep. 1a ronda | 2a ronda | 3a ronda   | rep. 3a ronda | Ronda de pilars |
| ---------------------------- | ----------- | ------------- | -------- | ---------- | ------------- | --------------- |
| Colla Vella Xiquets de Valls | 3d10fm (id) | 3d10fm (i)    | 5d9f (c) | 3d10fm (i) | 3d9f          |                 |
| Colla Joves Xiquets de Valls | 5d9f        |               | 4d9sf    | 9d8 (i)    | pd8fm (i)     | pd8fm (c)       |

2014:
| Colla                        | 1a ronda | 2a ronda   | rep. 2a ronda | 3a ronda  | rep. 3a ronda | Ronda de pilars |
| ---------------------------- | -------- | ---------- | ------------- | --------- | ------------- | --------------- |
| Colla Vella Xiquets de Valls | 4d9fp    | 3d10fm (i) | 3d10fm (i)    | 4d9sf (c) |               | pd8fm           |
| Colla Joves Xiquets de Valls | 5d9f     | 4d9sf (c)  |               | 2d8sf (i) | 3d9f          |                 |

2015:
| Colla                        | 1a ronda   | rep. 1a ronda | 2a ronda | 3a ronda  | rep. 3a ronda | Ronda de pilars |
| ---------------------------- | ---------- | ------------- | -------- | --------- | ------------- | --------------- |
| Colla Vella Xiquets de Valls | 3d10fm (c) |               | 4d9sf    | 2d8sf (i) | 2d8sf (c)     | pd7f            |
| Colla Joves Xiquets de Valls | 3d10fm (i) | 3d10fm (i)    | 3d9f     | 2d9fm     |               |                 |

2016:
| Colla                        | 1a ronda   | rep. 1a ronda | 2a ronda  | 3a ronda  | rep. 3a ronda |
| ---------------------------- | ---------- | ------------- | --------- | --------- | ------------- |
| Colla Vella Xiquets de Valls | 3d10fm     |               | 4d10fm    | 4d9sf     |               |
| Colla Joves Xiquets de Valls | 3d10fm (i) | 3d9f          | 2d8sf (i) | 2d8sf (i) | 2d8f          |

2017:
| Colla                        | 1a ronda  | rep. 1a ronda | 2a ronda   | rep. 2a ronda | 3a ronda  | Ronda de pilars |
| ---------------------------- | --------- | ------------- | ---------- | ------------- | --------- | --------------- |
| Colla Vella Xiquets de Valls | 2d8sf (c) |               | 4d10fm (c) |               | 4d9sf     | pd8fm           |
| Colla Joves Xiquets de Valls | 2d8sf (i) | 3d9f          | 3d9fp (id) | 3d9fp (id)    | 2d8sf (c) | pd8fm (i)       |

2018:
| Colla                        | 1a ronda | rep. 1a ronda | 2a ronda  | rep. 2a ronda | 3a ronda   | rep. 3a ronda | Ronda de pilars |
| ---------------------------- | -------- | ------------- | --------- | ------------- | ---------- | ------------- | --------------- |
| Colla Vella Xiquets de Valls | 4d9sf    |               | 2d9f (i)  | 3de10fm (id)  | 3d9sf (i)  | 3d9f          |                 |
| Colla Joves Xiquets de Valls | 4d9sf    |               | 2d8sf (c) |               | 3d9sf (id) | 3d9sf (i)     |                 |

2019:
| Colla                        | 1a ronda | rep. 1a ronda | 2a ronda   | rep. 2a ronda | 3a ronda  | rep. 3a ronda | Ronda de pilars |
| ---------------------------- | -------- | ------------- | ---------- | ------------- | --------- | ------------- | --------------- |
| Colla Vella Xiquets de Valls | 4d9sf    |               | 3d9sf (c)  |               | 2d8sf     |               | pd8fm           |
| Colla Joves Xiquets de Valls | 2d8sf    |               | 3d9sf (id) | 4d9f          | 3d9sf (i) | 3d9sf (c)     | pd7f            |

2020:
[La Diada de Santa Úrsula va quedar suspesa a causa de la pandèmia de la COVID-19]
2021:
| Colla                        | 1a ronda | 2a ronda | 3a ronda | Ronda de pilars |
| ---------------------------- | -------- | -------- | -------- | --------------- |
| Colla Vella Xiquets de Valls | 3d8      | 4d8      | 2d7      | 3 pd5           |
| Colla Joves Xiquets de Valls | 4d8      | 2d7      | 3d8      | 2 pd5           |

2022:
| Colla                        | 1a ronda | 2a ronda     | 3a ronda     | Ronda de pilars |
| ---------------------------- | -------- | ------------ | ------------ | --------------- |
| Colla Vella Xiquets de Valls | 4d9fp    | 2d8sf        | i3d9sf, 3d9f | pd5             |
| Colla Joves Xiquets de Valls | 4d9sf    | i2d8sf, 3d9f | 5d9fc        | pd5             |

2023:
| Colla                        | 1a ronda | 2a ronda   | rep. 2a ronda | 3a ronda   | rep. 3a ronda | Ronda de pilars |
| ---------------------------- | -------- | ---------- | ------------- | ---------- | ------------- | --------------- |
| Colla Vella Xiquets de Valls | 4d9sf    | 4d10fm (i) | 2d8sf (c)     | 4d10fm (i) | 4d9fp         | pd8fm           |
| Colla Joves Xiquets de Valls | 4d9sf    | 3d10fm (i) | 2d8sf (c)     | 5d9f       |               | pd8fm           |

2024:
| Colla                        | 1a ronda   | 2a ronda   | rep. 2a ronda | 3a ronda    | rep. 3a ronda | 2a rep. 3a ronda | Ronda de pilars |
| ---------------------------- | ---------- | ---------- | ------------- | ----------- | ------------- | ---------------- | --------------- |
| Colla Vella Xiquets de Valls | 4d10fm (c) | 4d9sf (id) | 4d9sf         | 3d10fm (id) | 3d10fm (id)   | 3d9f             | pd8fm           |
| Colla Joves Xiquets de Valls | 3d10fm (c) | 2d8sf      |               |             |               |                  |                 |

### Castells de 9 i superiors a la diada de Santa Úrsula (1981-2024)[24][25]
|         | Colla Vella dels Xiquets de Valls | Colla Vella dels Xiquets de Valls | Colla Vella dels Xiquets de Valls | Colla Vella dels Xiquets de Valls | Colla Joves Xiquets de Valls | Colla Joves Xiquets de Valls | Colla Joves Xiquets de Valls | Colla Joves Xiquets de Valls |
| ------- | --------------------------------- | --------------------------------- | --------------------------------- | --------------------------------- | ---------------------------- | ---------------------------- | ---------------------------- | ---------------------------- |
|         | D                                 | C                                 | I                                 | ID                                | D                            | C                            | I                            | ID                           |
| 3de9sf  | 0                                 | 1                                 | 1                                 | 0                                 | 0                            | 1                            | 3                            | 2                            |
| 2de9f   | 0                                 | 0                                 | 1                                 | 0                                 | 0                            | 0                            | 0                            | 0                            |
| 4de10fm | 1                                 | 2                                 | 2                                 | 0                                 | 0                            | 0                            | 0                            | 0                            |
| 3de10fm | 1                                 | 1                                 | 5                                 | 4                                 | 0                            | 1                            | 4                            | 0                            |
| 2de8sf  | 2                                 | 3                                 | 3                                 | 2                                 | 2                            | 4                            | 8                            | 0                            |
| 4de9sf  | 7                                 | 3                                 | 2                                 | 1                                 | 4                            | 5                            | 2                            | 1                            |
| 3de9fp  | 0                                 | 0                                 | 1                                 | 0                                 | 0                            | 0                            | 0                            | 2                            |
| 4de9fp  | 4                                 | 2                                 | 4                                 | 1                                 | 0                            | 0                            | 0                            | 0                            |
| 5de9f   | 3                                 | 5                                 | 5                                 | 0                                 | 5                            | 4                            | 3                            | 0                            |
| p8fm    | 9                                 | 2                                 | 0                                 | 1                                 | 1                            | 1                            | 2                            | 0                            |
| 2de9fm  | 2                                 | 1                                 | 4                                 | 0                                 | 1                            | 2                            | 1                            | 1                            |
| 3de8pb  | 0                                 | 0                                 | 2                                 | 0                                 | 0                            | 0                            | 0                            | 0                            |
| 9de8    | 1                                 | 0                                 | 0                                 | 0                                 | 1                            | 0                            | 1                            | 0                            |
| 3de9f   | 20                                | 5                                 | 5                                 | 0                                 | 21                           | 3                            | 4                            | 1                            |
| 4de9f   | 7                                 | 5                                 | 5                                 | 0                                 | 15                           | 3                            | 2                            | 4                            |
| Total   | 57 (41,91 %)                      | 30 (22,06 %)                      | 40 (29,41 %)                      | 9 (6,62 %)                        | 50 (43,48 %)                 | 24 (20,87 %)                 | 30 (26,09 %)                 | 11 (9,57 %)                  |

### El Fòrum Casteller
Les dues colles dels Xiquets de Valls, la Fundació de les Festes Decennals de Valls, la revista Castells i l'Ajuntament de Valls van ampliar l'any 2012 la històrica Diada de Santa Úrsula amb el Fòrum Casteller, un nou esclat d'activitats innovadores al voltant del fet casteller en el seu quilòmetre zero. El Simposi Casteller i la FiraCastells, estrenats durant les Festes Decennals de la Mare de Déu de la Candela del 2011, van créixer i aglutinar al seu voltant molts actes per a les famílies, el primer espectacle de contes castellers, l'estrena de la primera ruta guiada castellera, la secció gralles & castells, els aparadors guarnits amb temàtica castellera, la ruta de les tapes castelleres o l'edició de les actes del primer Simposi. L'organització del Fòrum Casteller forma part del pla estratègic i d'acció del Consorci del Museu Casteller de Catalunya consensuat la tardor del 2011, amb l'objectiu de traçar sinergies suficients en el camí de preparació i disseny del nou equipament cultural.
 "Un castell en tres actes. Projecte del Museu Casteller de Catalunya" a YouTube
 "Gestes d'ahir, símbols d'avui. Descobreix els fons fotogràfics antics del Museu Casteller de Catalunya" a YouTube
Les temàtiques del Simposi Casteller han estat les següents:
II Simposi Casteller (2012): En aquesta edició el Simposi Casteller va reflexionar sobre si el fet casteller és un esport o és una tradició. En el segon àmbit de ponències es van centrar en les noves construccions castelleres.
III Simposi Casteller (2013): En aquesta edició els dos eixos centrals del simposi van ser el paper de la dona i el finançament de les colles, de les seves estructures i de les seves actuacions.
IV Simposi Casteller (2014): En aquesta edició l'eix central de les ponències va ser la canalla.
V Simposi Casteller (2015): En aquesta edició les ponències es van centrar en el paper de la immigració en el fet casteller i en els pros i contres que té el Concurs de Castells.